# Fémhab

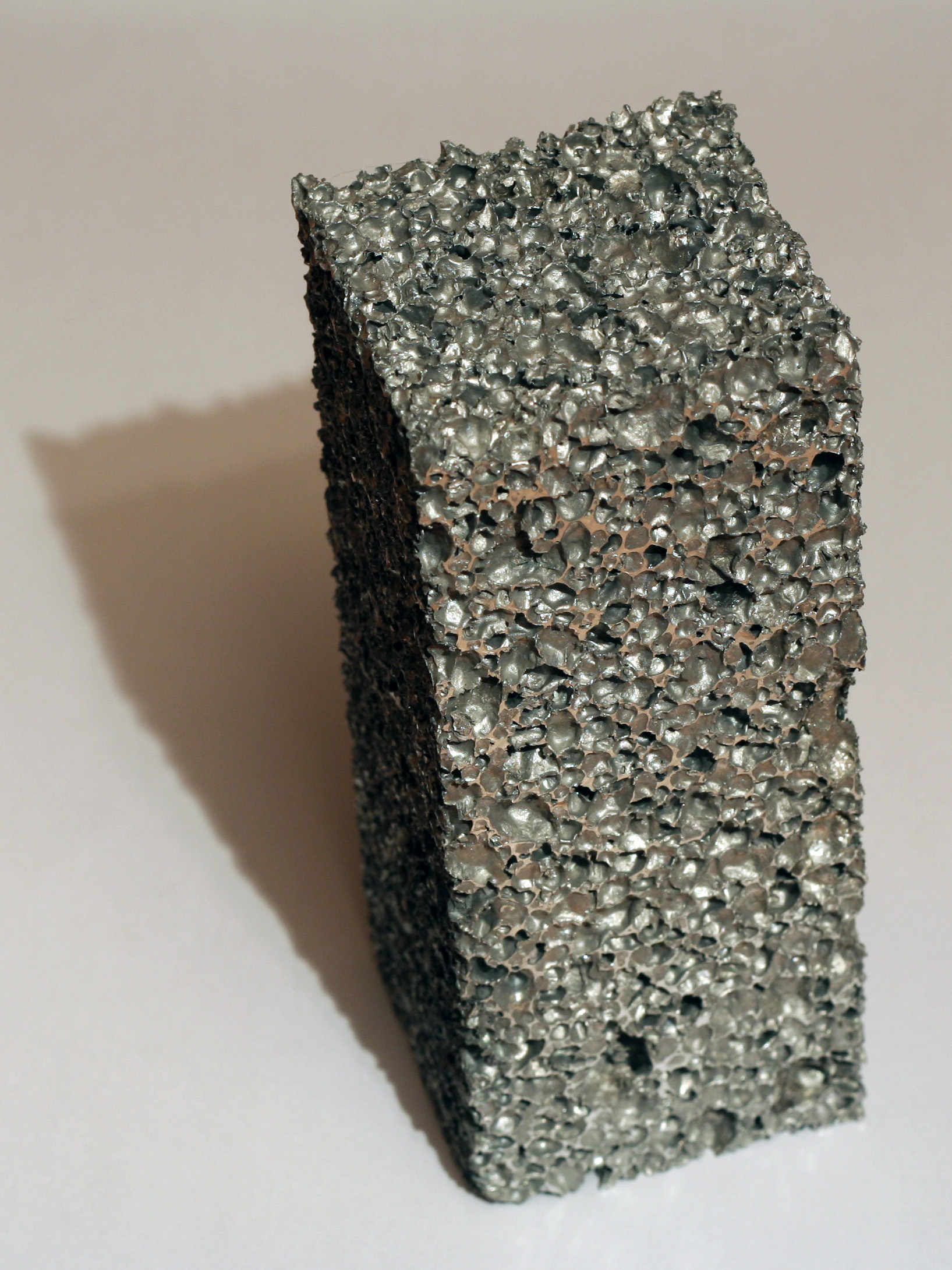
Zártcellás alumíniumhab

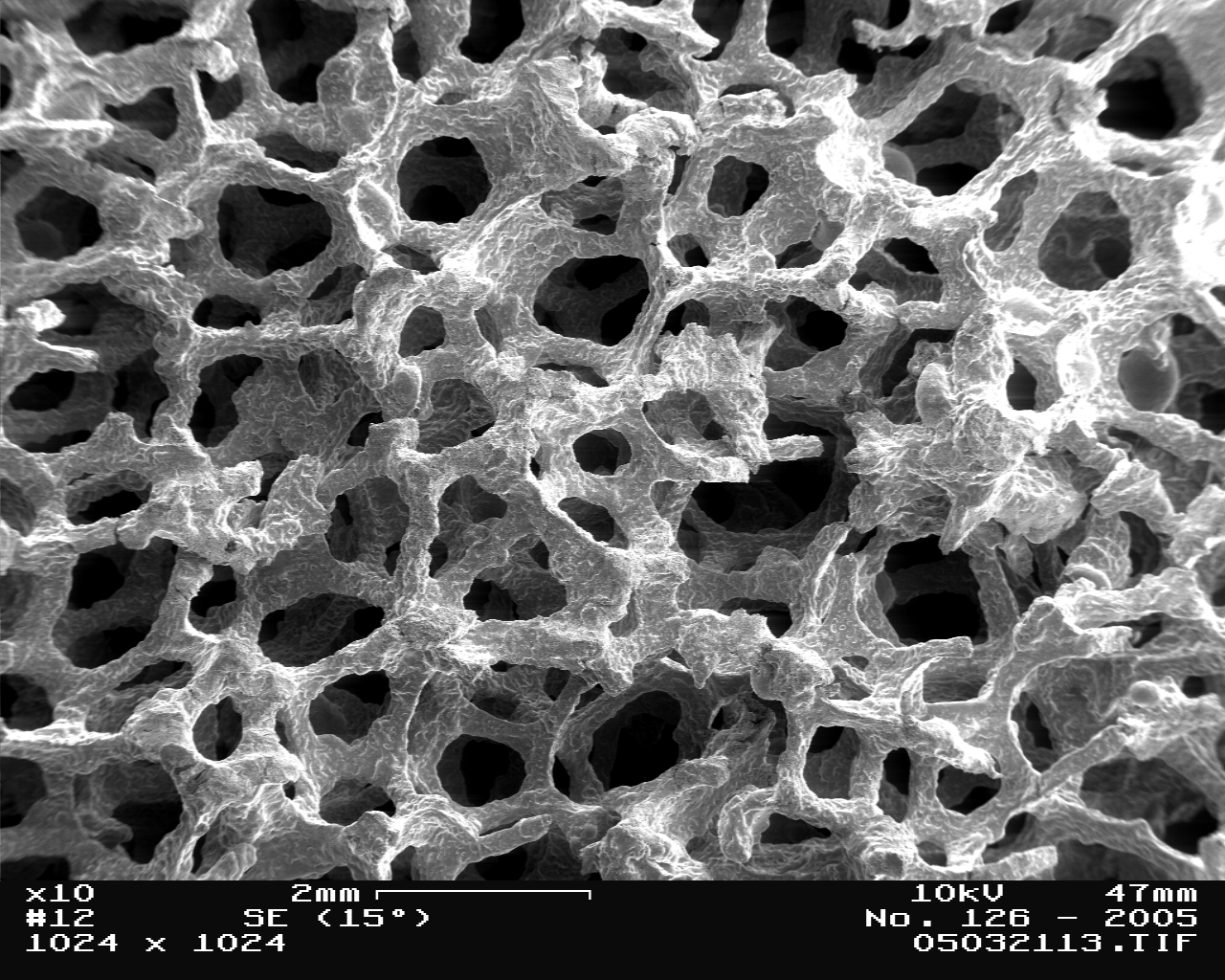
Nyíltcellás fémhab mikroszkópos képen

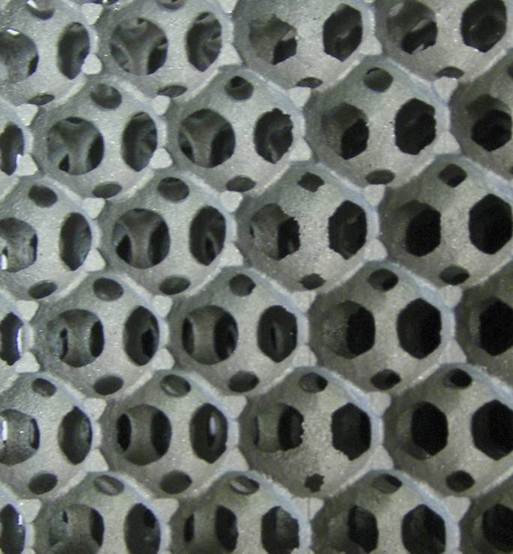
Szabályos rácsszerkezetű alumínium

A fémhabok (a médiában néha űrsör, az angol spacebeer fordításából) olyan habformájú anyagok, amiknek a szilárd részeit valamilyen fém alkotja. A fémhabban levő buborékok könnyebbé (kisebb sűrűségűvé) teszik az eredeti fémet, így egy sokkal könnyebb és erősebb anyagot kapunk. Általában az anyag térfogatának legalább 50%-a gáz, de vannak olyan fémhabok, amelyek még a víznél is könnyebbek, lebegnek a víz tetején, ám mégis megtartják fémes viselkedésüket.
Főként alumíniumból készítik, de létezik ezüst-, acél-, réz- és titánhab is.

## Előállítása
A fémhabokat fémolvadékból habosítással (zárt cellás) vagy fémporral töltött folyadékhabból szintereléssel (nyílt cellás) állítanak elő, így az anyag térfogatának legalább 50%-a gáz lesz.
A fémek (a vízhez hasonlóan) adalékanyagok hozzáadásával tehetőek habosíthatóvá.
Előállításuk kelesztéssel vagy buborékoltatással történik.

### A világűrben
Földi körülmények között egyenletes szerkezetű habok előállítását, mint a sör csapolása során és után is a folyadék leszivárgását a gravitáció erősen befolyásolja. Az egyik magyar kísérletben is vizsgálták a habok viselkedést a Nemzetközi Űrállomáson, mivel ott a habokat mikrogravitációs környezetben lehet előállítani, ezáltal a folyadékmozgás a habokban jobban megérthetővé válik, mivel a kapilláris és gravitációs hatásokat ketté lehetett választani.

## Története
Az anyagtudomány nagy kihívása volt a fémhab feltalálása. A fémhabok kutatása az 1951-es években kezdődött, amikor is kísérleteket végeztek arra vonatkozólag, hogyan lehet minél könnyebb szerkezetűvé tenni az anyagot, úgymond felhabosítani a fémet.
Az elmúlt évtizedekben felgyorsultak a fémhabokkal kapcsolatos kísérletek, Magyarországon a Hungaluban folytak először fémhab kísérletek az 1990-es évek elején.
Ezután 2003-ban Babcsán Norbert védte meg doktori disszertációját fémhab témában a Miskolci Egyetemen.
Az Admatis Kft. dr. Bárczy Pál vezetésével 2008-ban kezdett saját fémhab előállító technológia fejlesztésébe, ezt a projektet Alakos Fémhab Technológia projektnek nevezték és 2010 augusztusára fejezték be. A létrejött termék neve az AluBone lett. A termék gyártását azonban nem kezdték el.
2007-től a Bay Zoltán Nonprofit. Kft. miskolci Anyagfejlesztési Osztályán kifejlesztett egyedi fémhab gyártási technológia azonban áttörést hozott. Ma már a dr. Babcsán Norbert által vezetett Anyagfejlesztési Osztályból született cég az Aluinvent Zrt. az ALUHAB-nak nevezett alumíniumhabokat gyárt és értékesít. Az ALUHAB létrejöttét az Európai Űrügynökség támogatta a PECS program keretében.
Az űrsör 2006 szeptemberében szállt volna fel egy úgynevezett parabola repülésen egy magyar diákokból álló csapat projektje kapcsán Bordeaux-ban. A Magyar Űrkutatási Iroda információi szerint a Babcsán Norbert vezette csapatot, amely miskolci és budapesti diákokból állt, korábban száz pályázó közül választották ki, tehát nagyon nagy eredmény volt, hogy eljutottak a legjobbak közé. A súlytalansági repülésen részt vevő SpaceBeer (Űrsör) csapat feladata az volt, hogy alumíniumból állítson elő fémhabot, alig 20 másodperces mikrogravitációban. Mivel a korábbi kísérleteknél több műszaki hiba lépett fel, ezért a biztonsági intézkedéseket megszigorították. Az egyik ilyen ellenőrzés során a kísérlethez használt berendezésben elektronikus hiba lépett fel, ezért  a kísérletet nem engedték elvégezni a súlytalanságban. Ennek ellenére két diák és a csapathoz tartozó újságíró súlytalansági repülésen vehetett részt egy másik hallgatói kísérlethez csatlakozva.
Habosítási kísérleteket később földönkívüli körülmények között, mikrogravitációban a Nemzetközi Űrállomás fedélzetén is folytattak magyar kutatók. Ezen kívül az Európai Űrügynökség a speciálisan átalakított Airbus A300-as repülőgép fedélzetén és rakétákon is végzett fémhabosítási kísérletet, ahol a parabolarepülései alkalmával 20–22 másodpercen át, a rakétákon több percen át volt súlytalanság.

## Felhasználása
Mivel viszonylag új találmány, még kevés felhasználási területe van, ezek közül néhány lehetőség:
- szuperkönnyű szerkezeti anyagok
- mechanikai energia elnyelésére szolgáló (disszipáló) elemek
  - járművek energiaelnyelő elemei
  - harckocsik páncélzata
- könnyen karbantartható tűzálló elemek
- protézisek
- bútorok